# ギティリス
ギティリス（Guitiriz）は、スペイン・ガリシア州ルーゴ県のムニシピオ（基礎自治体）。コマルカ・ダ・テーラ・チャに属す。ガリシア統計局によれば、2009年の人口は5,896人（2006年:5,972人、2005年:6,041人、2004年:6,086人、2003年:6,131人）。住民呼称は、男女同形のguitiricense。
ガリシア語話者の自治体住民に占める割合は98.45％（2001年）。

## 地理
ギティリスはルーゴ県の北西部に位置し、コマルカ・ダ・テーラ・チャに属する。北がシェルマーデと、東がビラルバ、ベゴンテと、南がフリオルと、西がア・コルーニャ県のソブラード、クルティス、アランガ、モンフェーロの各自治体と隣接、自治体中心地区はラゴステージェ教区のギティリス地区。

### 人口
| ギティリスの人口推移 1900－2010                         |
|                                                         |
| 出典:INE（スペイン国立統計局）1900年 - 1991年、1996年 - |

## 政治
自治体首長はガリシア社会党（PSdeG-PSOE）のレヒーナ・ポリン・ロドリゲス（Regina Polín Rodríguez）、自治体評議員は、ガリシア社会党：7、ガリシア国民党（PPdeG）：4、TEGA（Terra Galega、ガリシアの大地）：2となっている（2007年の自治体選挙の結果、得票順）。

## 教区
ギティリスは18の教区に分けられる。太字は自治体中心地区のある教区。
- ベシン（サン・シアーオ）
- オ・ブリス（サン・ペドロ）
- ラブラーダ（サンタ・マリーア）
- ラゴステージェ（サン・ショアン）
- マリス（サンタ・エウラリア）
- アス・ネグラーダス（サン・ビセンソ）
- パルガ（サント・エステーボ）
- ペドラフィータ（サン・マメーデ）
- ピガラ（サン・ペドロ）
- ロカ（サン・シアーオ）
- サン・ブレイショ・デ・パルガ（サン・ブレイショ）
- サン・サルバドール・デ・パルガ（サン・サルバドール）
- サンタ・クルス・デ・パルガ（サンタ・クルス）
- サンタ・ロカイア・デ・パルガ（サンタ・ロカイア）
- サンタ・マリーニャ・デ・ラゴステージェ（サンタ・マリーニャ）
- トラスパルガ（サンティアーゴ）
- ビラール（サンタ・マリーア）
- オス・ビラーレス（サン・ビセンソ）